# Færøske lagtingsmedlemmer 1943-1945
Der var 25 medlemmer af Lagtinget i valgperioden 1943 og 1945. Fólkaflokkurin havde næsten rent flertal med 12 mandater, mens Sambandsflokkurin og Javnaðarflokkurin havde henholdsvis 8 og 5 mandater. I lighed med den foregående periode var Sjálvstýrisflokkurin ikke repræsenteret.
| Navn                      | Parti             | Valgkreds      | Bemærkninger              |
| ------------------------- | ----------------- | -------------- | ------------------------- |
| Pauli Dahl                | Fólkaflokkurin    | Suðuroy        |                           |
| Peter Mohr Dam            | Javnaðarflokkurin | Suðuroy        |                           |
| Johan H. Danbjørg         | Javnaðarflokkurin | Suðuroy        |                           |
| Jóan Petur Davidsen       | Javnaðarflokkurin | Sandoy         |                           |
| Andreas Frederik Djurhuus | Sambandsflokkurin | Suðuroy        |                           |
| Kristian Djurhuus         | Sambandsflokkurin | Suðuroy        |                           |
| Sámal Ellefsen            | Fólkaflokkurin    | Vágar          |                           |
| Johan Pauli Henriksen     | Javnaðarflokkurin | Suðurstreymoy  |                           |
| Hans Iversen              | Sambandsflokkurin | Norðurstreymoy |                           |
| Óla Jákup Jensen          | Fólkaflokkurin    | Norðurstreymoy |                           |
| Ole Frederik Joensen      | Sambandsflokkurin | Norðoyar       |                           |
| Robert Joensen            | Fólkaflokkurin    | Norðoyar       |                           |
| Jógvan Frederik Kjølbro   | Fólkaflokkurin    | Norðoyar       |                           |
| Rikard Long               | Fólkaflokkurin    | Suðurstreymoy  |                           |
| Jens Christian Olsen      | Sambandsflokkurin | Eysturoy       |                           |
| Jóannes Patursson         | Fólkaflokkurin    | Suðurstreymoy  |                           |
| Poul Petersen             | Fólkaflokkurin    | Eysturoy       |                           |
| Thorstein Petersen        | Fólkaflokkurin    | Suðurstreymoy  | Lagtingsformand 1943–1945 |
| Johan Poulsen             | Sambandsflokkurin | Eysturoy       |                           |
| Rasmus Rasmussen          | Fólkaflokkurin    | Eysturoy       |                           |
| Andrass Samuelsen         | Sambandsflokkurin | Eysturoy       |                           |
| Trygvi Samuelsen          | Sambandsflokkurin | Suðurstreymoy  |                           |
| Johannes Slættanes        | Fólkaflokkurin    | Vágar          |                           |
| Antinis Sørensen          | Fólkaflokkurin    | Sandoy         |                           |
| Jákup Frederik Øregaard   | Javnaðarflokkurin | Eysturoy       |                           |